# Frutos Feo
Pour les articles homonymes, voir Feo.
Frutos Feo, né le 1er janvier 1972 à El Perdigón, Province de Zamora, est un ancien athlète espagnol, spécialiste du 100 m.
Il est finaliste du relais 4 × 100 m lors des Championnats du monde 1997 avec ses coéquipiers Venancio José, Jordi Mayoral et Carlos Berlanga. Il détient le record national de ce relais en 38 s 60.
Son meilleur temps sur 100 m est de 10 s 22, réalisé en juillet 1996 à Monachil.